# Żohatyn (gromada)
Żohatyn (do 30 XII 1961 Piątkowa) – dawna gromada, czyli najmniejsza jednostka podziału terytorialnego Polskiej Rzeczypospolitej Ludowej w latach 1954–1972.
Gromady, z gromadzkimi radami narodowymi (GRN) jako organami władzy najniższego stopnia na wsi, funkcjonowały od reformy reorganizującej administrację wiejską przeprowadzonej jesienią 1954 do momentu ich zniesienia z dniem 1 stycznia 1973, tym samym wypierając organizację gminną w latach 1954–1972.
Gromadę Żohatyn z siedzibą GRN w Żohatynie utworzono 31 grudnia 1961 w powiecie przemyskim w woj. rzeszowskim w związku z przeniesieniem siedziby gromady Piątkowa z Piątkowej do Żohatyna  i zmianą nazwy jednostki na gromada Żohatyn.
W 1971 roku gromada Żohatyn liczyła 1844 mieszkańców, zamieszkujących miejscowości: Borownica (163), Brzeżawa (356), Jawornik Ruski (190), Kotów (81), Lipa (250), Piątkowa (462), Tarnawka (162) i Żohatyn (180).
Gromada przetrwała do końca 1972 roku, czyli do kolejnej reformy gminnej. 